# Vrhnika

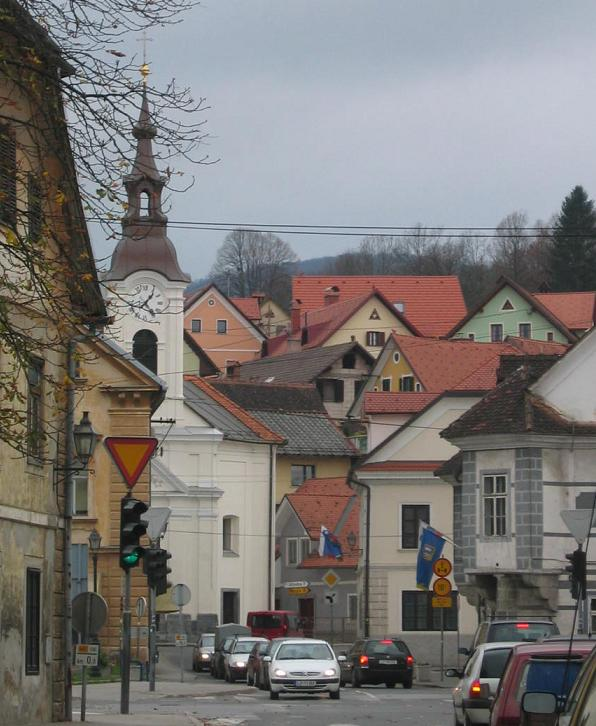
Zentrum von Vrhnika

Die Stadt Vrhnika (deutsch Oberlaibach; italienisch Nauporto), Hauptort der aus 26 Ortschaften und Siedlungen bestehenden Gemeinde Vrhnika, liegt in der historischen Landschaft Innerkrain (heute Region Osrednjeslovenska) in Slowenien.

## Geschichte
An der Stelle der heutigen Stadt befand sich zu römischer Zeit eine Siedlung mit Kastell und Hafen, die den Namen Nauportus trug. Der griechische Geograph Strabon berichtet, dass Frachtgüter von Aquileia aus auf Lastwagen über den Pass im Birnbaumer Wald (Ad Pirum) nach Nauportus geschafft wurden. Von dort wurden sie auf Schiffe verladen und über die Flüsse Ljubljanica und Save weiter nach Osten transportiert.
Nauportus war laut Tacitus 14 n. Chr. von den Straßenbauern der Legio XIII Gemina für die Via Gemina geplündert worden.
Im 12. Jahrhundert wurde der heutige Ort Vrhnika als Oberlaibach erstmals schriftlich erwähnt.
In Vrhnika wurden ein Massengrab aus der Zeit des Zweiten Weltkriegs gefunden und zwei weitere in anderen Ortschaften der Gemeinde. 
Zu Beginn des 20. Jahrhunderts setzt die Industrialisierung ein und 1955 wurde Vrhnika dann endgültig zur Stadt erhoben.